# Братство (система газопроводів)
«Бра́тство» (англ. Brotherhood, нім. Bruderschaft) — система міжнародних магістральних газопроводів, побудована для транспортування природного газу з СРСР до країн західної та південної Європи через територію Чехословаччини. Споруджена кількома етапами в 60-х-80-х роках.
У вузькому розумінні під «Братством» мають на увазі саме маршрут транспортування через Чехію та Словаччину, включаючи першу споруджену на цьому напрямку на території України ділянку Долина-Ужгород-Державний кордон. В широкому тлумаченні до системи можна віднести також трубопроводи, що доставляють газ із родовищ Росії на захід України до входу у словацький транспортний коридор — Торжок-Івацевичі-Долина, «Союз», «Уренгой-Помари-Ужгород», «Прогресс».
Загальна протяжність системи близько 4,9 тисяч км.

## Перший етап. Експорт українського газу
На початку 60-х років розробка Шебелинки вивільнила ресурси газових родовищ Західної України, які раніше поставлялись у східному напрямку, що дозволило приступити до реалізації плану поставок газу в соціалістичну Чехословаччину.
Першу частину системи почали споруджувати у 1965 році. На території України вона включала:
- відтинок Пукеничі-Долина довжиною 44,1 км та діаметром 720 мм, який з'єднав трасу трубопровода Дашава-Мінськ з районом Долини, що в майбутньому став важливою вузловою точкою на вході трубопроводів у Карпати;
- газогін Долина-Ужгород-Державний кордон з ЧССР довжиною 186,5 км та діаметром 820 мм.
На території Чехословаччини трубопровід діаметром 700 мм проходив через Словаччину та дещо заходив на територію Чехії у регіоні Південна Моравія.
Запуск цієї системи відбувся у 1967-му, а наступного року ввели в дію 20-кілометрове відгалуження, що з'єднало газопровід на території Словаччини із австрійським Баумгартеном, з чого й почалась історія останнього як одного з найбільших газотранспортних хабів Центральної Європи. Спершу трубопроводом транспортувались незначні об'єми, хоча у відносних показниках вони складали близько 2/3 радянського газового експорту. Так, у 1970 останній становив лише 3,4 млрд м3, які приблизно порівну поділялись між ЧССР, Австрією та Польщею.
Ресурси родовищ Західної України швидко вичерпувались, до того ж за кілька років до запуску «Братства» вони вже були спрямовані на північ, до Мінська, Вільнюса та Риги. Водночас, дуже привабливим виглядав експорт газу у розвинені капіталістичні країни Європи, що обіцяло надходження вільно конвертованої валюти. Тому для нарощування поставок було вирішено залучити ресурси Шебелинського родовища. У 1970 році ввели в експлуатацію газопровід «Київ-Західна Україна-1», що забезпечив подачу газу із сходу України до траси трубопроводу Дашава-Мінськ, перебираючи таким чином забезпечення Білорусі та Прибалтики. А в 1972 став до ладу «Київ-Західна Україна-2», діаметром 1020 мм (1200 мм на завершальній ділянці, введеній у 1974 році), який протягнувся до Долини, безпосередньо доставляючи ресурс для експорту. Також у 1974 завершили призначену для подальшого транзиту через Карпати другу нитку газопроводу «Долина-Ужгород-Державний кордон з ЧССР» діаметром 1420 мм.
На виконання міждержавної угоди, укладеної у 1970 році, в Чехословаччині створили компанію Tranzitní plynovod Praha (за кордоном діяла під назвою Transgas), яка мала відповідати за транзит газу через територію цієї країни. Протягом 1971—1973 були прокладені дві нитки газопроводу, що вели до кордону з обома німецькими державами — НДР (газовимірювальна станція на чеській території Hora Svaté Kateřiny) та ФРН (газовимірювальна станція Waidhaus, розташована вже після перетину кордону). На території Словаччини в районі Plavecky Peter від газопроводу відгалужувався відвід до австрійського Баумгартена. При спорудженні об'єкту використовувались труби діаметром 900 мм, а на ділянці до Plavecky Peter також 1200 мм. Загальна протяжність всіх ниток на території ЧССР становила 1100 км.
Одразу після завершення чехословацької ділянки розпочався експорт газу до капіталістичної Німеччини, а у 1974 році, після введення в дію прокладеного територією Австрії трубопроводу, до отримувачів радянського газу приєдналась Італія. Як зазначено вище, того ж року на території України завершили розширення потужностей, що дало СРСР змогу вже у 1975 вийти на рівень експорту у 19,3 млрд м3, з яких більше 3/4 припадало саме на маршрут через ЧССР.

## Другий етап. Газопровід Торжок-Івацевичі-Долина
У 1975 році видобуток газу на Україні досяг найбільшого історичного значення, після чого почалось падіння у зв'язку із вичерпанням запасів. Тому підтримка поставок за кордон СРСР, а тим більше їх нарощування, вимагали подачі газу із родовищ на півночі Росії. Першим трубопроводом для вирішення цієї задачі стала лінія від Торжка у Тверській області, куди виходив введений в повноцінну експлуатацію з 1972-го року газопровід «Сяйво Півночі», який обслуговував родовища Комі та Тюмені.
Газопровід Торжок-Івацевичі був вирішений у багатониточному виконанні з діаметром труб 1220 мм. Будівництво першої нитки розпочалось у 1971 році. Ділянку до столиці Білорусі довжиною 453 км завершили в кінці 1974-го, а з наступного року почалось введення компресорних станцій, які мали забезпечити роботу системи в проектному режимі. Від Мінську до району Долини вже існував прокладений 1960-го року газопровід Дашава-Мінськ діаметром 800 мм, який, переведений у реверсний режим, по суті став органічним продовженням системи поставок газу з Торжка.
Нарощування потужностей газотранспортного коридору відбувалось протягом кількох наступних років: у 1976—1977 були споруджені друга та третя нитки на території України — «Івацевичі-Долина I» та «Івацевичі-Долина II» діаметром 1220 мм (довжиною дещо менше за 400 км); у 1978 та 1983 ввели в стрій другу і третю нитки на ділянці «Торжок-Івацевичі». В цілому потужність системи від Торжка до Долини досягла 29 млрд.м3 на рік.

## Третій етап. Під'єднання газопроводів «Союз», «Уренгой-Помари-Ужгород», «Прогрес»
Подальше нарощування експорту газу через територію ЧССР відбувалось за рахунок спорудження додаткових магістральних газопроводів від родовищ Південного Уралу та Тюмені до входу у словацький газотранспортний коридор на заході України, при чому кінцевою точкою їх маршруту була вже не Долина, а Ужгород:
- у 1978 році — газопроводу «Союз» від Оренбургського газоконденсатного родовища — дві нитки діаметром 1420 мм, річна потужність до 26 млрд.м3;
- у 1983 році — газопроводу «Уренгой-Помари-Ужгород», що слідував з півночі Тюменської області центральним газотранспортним коридором (а не північним, де раніше проклали «Сяйво Півночі») — дві нитки діаметром 1420 мм, річна потужність до 32 млрд.м3;
- у 1986 році — газопроводу «Прогрес» («Ямбург-Західний кордон»), маршрут якого за винятком невеликої початкової ділянки пролягав поруч з «Уренгой-Помари-Ужгород», внаслідок чого його також називають «Уренгой-Помари-Ужгород-2» — так само дві нитки діаметром 1420 мм, проте одна з яких виходила до Ужгороду, а інша завертала в Угорщину.
Враховуючи, що маршрут Торжок-Долина після спорудження «Ямал-Європа» практично не використовується, основним джерелом газу для словацько-чеського газотранспортного коридору став центральний. Як наслідок, останнім часом можна зустріти ідентифікацію «Братства» саме як «Уренгой-Помари-Ужгород».
На території ЧССР поява нових трубопроводів, що доставляли газ на східний кордон цієї країни, викликала відповідне розширення газотранспортних потужностей. Спочатку від кордону Словаччини та України до місяця розгалуження Братства на австрійську та чеську гілки в районі Plavecky Peter додатково проклали 2 трубопроводи діаметром 1200 мм. А у 1986 одна із ниток «Прогресу» діаметром 1420 мм пройшла через всю територію Чехословаччини, включаючи все той же Plavecky Peter, до кордону із ФРН у Waidhaus.
Від Plavecky Peter на Баумгартен в підсумку спорудили 4 нитки, тоді як у напряму Чехії звідси відходить 5 ліній: окрім вже згаданої діаметром 1420 мм, одна 1200 мм, дві 900 мм та одна 800 мм. Сама перша нитка «Братства» із діаметром 700 мм, протягнута у Південну Моравію 1967-го року, станом на 2016 рік переведена з розряду магістральних до розподільчих. На території Чехії після міста Uhercice утворюються два газотранспортні маршрути. Один (1 х 1000 мм, 2 х 900 мм) веде у напрямку північної частини Німеччини (колишньої НДР), другий (1 х 1420 мм, 1×1000 мм, 1 х 800 мм) слідує до Німеччини південної. В районі міста Hospozin від північного маршруту відходить трубопровід діаметром 900 мм, який з'єднується із південною трасою незадовго до перетину кордону.
Внаслідок розвитку системи «Братство» її потужність в ЧССР досягнула 80 млрд.м3 на рік, проте із розвитком Росією транзиту газу до Європи в обхід України фактичні обсяги транспортування у 2010-х роках через Словаччину та Чехію значно менші від цього показника. Так, у 2014 році поставки через "Північний поток" (32,7 млрд.м3) та "Ямал-Європа" (29,8 млрд.м3) повністю покривали продажі "Газпрому" до Німеччини (40,3 млрд.м3), Нідерландів (4,7 млрд.м3), Франції (7,6 млрд.м3), Данії (0,4 млрд.м3), Швейцарії (0,3 млрд.м3) та Польщі (9,1 млрд.м3). Разом з тим, через словацьку гілку продовжували забезпечуватись Італія (21,7 млрд.м3), Австрія (4,2 млрд.м3), Словенія (0,4 млрд.м3) та сама Словаччина (4,4 млрд.м3).